# Energie FC
Energie FC is een Beninse voetbalclub, gevestigd in Cotonou. 
In 1997 won de club de Beker van Benin.

## Prestaties
- Beker van Benin – 1997